# Schaumburg
Slottet Schaumburg ligger nära staden Rinteln i det tyska kretsen Schaumburg i förbundslandet Niedersachsen. Det ägs av den tidigare styrande familjen i Schaumburg-Lippe. Slottet är beläget på ett 225 meter högt berg. Slottets namn, tidigare Schauenburg, är troligen baserat på den vida utsikten över Weserdalen. Det är uppkallat efter grevedynastin i Schauenburg och Holstein  och Schaumburger Land, vars landmärke slottet har varit sedan 1200-talet. Distriktet Schaumburg bär därför nässelbladet som grevarna i Schaumburg har i sitt vapen.

## Blodlinden

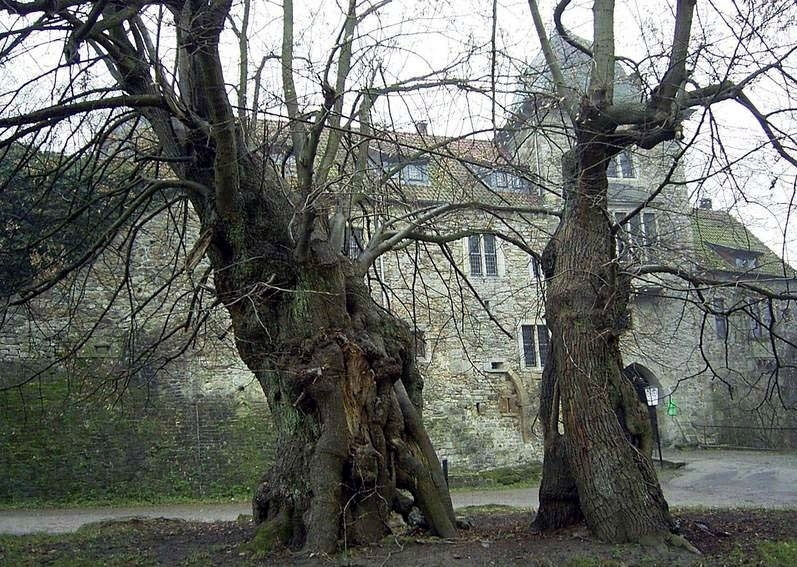
Blodlinden på torget framför slottets ingång

Utanför Schaumburg, vid ingången till den yttre borgen, finns en cirka 600 år gammal lind, den så kallade "blodlinden". En legend berättar om den: "Så sant som denna lindplanta som jag planterar här kommer att grönska och blomma, är jag oskyldig!" Det sägs ha sagts av en ung kvinna som dömdes till döden här i en häxprocess runt 1400.

## Historia
Det berättas att det för 900 år sedan fanns en jaktstuga på berget. Senare byggdes, av Adolf II von Santersleben, borgen som blev centrum för grevskapet Schaumburg. I ett dokument från år 1197 nämns för första gången en "Schowenburg" i samband med en grevinnan Elysa från huset Leiningen. Under århundraden tillhörde slottet huset Leiningen-Westerburg.
Med bara ett fåtal gods och tillhörande byar var Schaumburg inte någon betydande egendom. År 1319 måste det också avstå en betydande del av sitt territorium och flera gårdar till ärkebiskopen av Trier, Balduin, som grundade staden Balduinstein i detta område. Efter 1517 var Schaumburg bara bostad åt adelssläkten Schaumburgs änkor. Fram till 1821 användes slottet av den lokala myndigheten.

### Grevskapet Holzappel-Schaumburg
Den ekonomiska situationen för Schaumburg förbättrades först efter århundraden, då 1656 änkan efter general Peter Melander von Holzappel, grevinnan Agnes von Holzappel, slog samman Schaumburg med Holzappel till grevskapet Holzappel-Schaumburg. Genom äktenskap och arv kom grevskapet senare i furstarnas i Anhalt-Bernburg-Hoym ägo. Prinsessan Amalie av Nassau-Weilburg (1776-1841), änka efter prins Viktor II av Schaumburg-Anhalt-Bernburg-Hoym (1767-1812), var den sista medlemmen i denna familj som bodde på Schaumburgs slott.

### Ärkehertig Stephan av Österrike
Agnes von Holzappels äldsta dotter Hemine hade gift sig med ärkehertig Josef Anton av Österrike, palatinen i Ungern, på Schloss Schaumburg 1815 och hade flyttat till Ungern med honom. Vid födelsen av  tvillingar, Hermione och Stephan, dog hon i september 1817. Hennes son, ärkehertig Stephan, var tidigt beredd att ta på sig viktiga regerings- och administrativa ämbeten. När palatinen Joseph dog 1847 blev Stephen, själv palatin, vald till vicekung i Ungern. Det var under denna tid som de långvariga spänningarna mellan ungerska nationalister och domstolen i Wien ökade och snart uppstod konflikter som påminde om inbördeskrig. Ärkehertig Stephan, som ung, oerfaren palatin, kunde inte leva upp till kraven från de båda sidorna. Han avgick i september 1848 och förvisades av kejsaren Ferdinand till Schloss Schaumburg.
Efter ärkehertig Stefans tidiga död i februari 1867 ärvde storhertigen av Oldenburg först slottet Schaumburg. Efter tjugo år av tvister övergick det till huset Waldeck-Pyrmont. Bara ett år senare sålde prinsen mineralsamlingen. På grund av ombyggnaden av några gårdsbyggnader som ligger nedanför slottet till "Waldecker Hof", utökades den turistiska och gastronomiska användningen av slottet, som redan hade initierats under ärkehertig Stephan, ytterligare. Schaumburg slott förblev en populär attraktion för turister under de närmaste hundra åren.
År 1983 såldes hela slottskomplexet tillsammans med landområdet successivt till ett antal privata ägare. Nödvändiga renoveringsarbeten har försummats, och detta har medfört betydande skador på byggnaderna och en betydande del av de gamla anläggningarna har gått förlorade under de senaste decennierna.
Efter att slottet hade gått över i preussisk ägo 1866 när Hessen-Kassel (Kurhessen) annekterades av Preussen, omvandlades det till värdshus 1873. Den 16 april 1907 gav kejsar Wilhelm II av Tyskland Schaumburg till prins Georg och prinsessan Marie Anna von Schaumburg-Lippe på deras silverbröllopsdag. Som ett resultat restaurerades slottet omfattande från 1908–1912 under ledning av arkitekten Albrecht Haupt. Byggnaderna i det nedre slottet förnyades och kvarteret murades till sin nuvarande höjd på 30 meter. Kriget förhindrade ytterligare åtgärder på det övre slottet. År 1945 skadades byggnaderna av amerikanskt artilleri. Huset Schaumburg-Lippe äger fortfarande slottet idag.
Från och med 1999 ägde en medeltida marknad rum under några år i september. Den upphörde senare. Slottets värdshus stängde 2017. År 2020 var senare användning fortfarande oklar. Samma år stängde domstolen i Schaumburg-Lippe slottets gastronomiska anläggningar. 

## Galleri

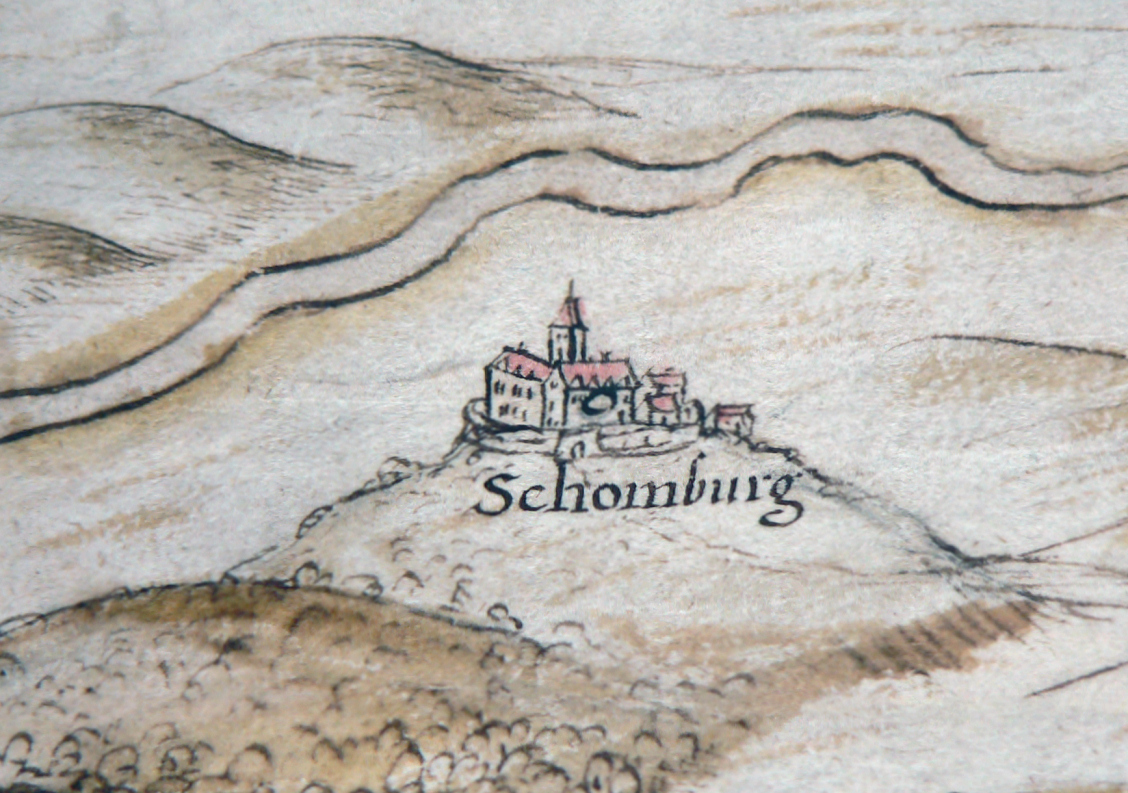
Framställning av Schaumburg med Weser 1520 under Hildesheimer Stiftsfehde, teckning av Johannes Krabbe från 1591
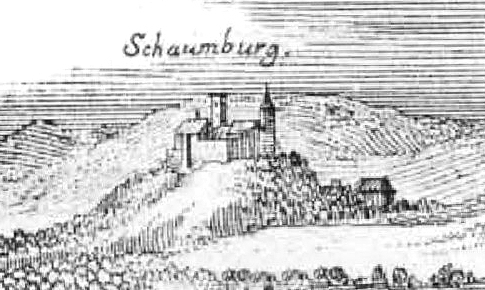
Kopparstick av Matthäus Merian år 1647
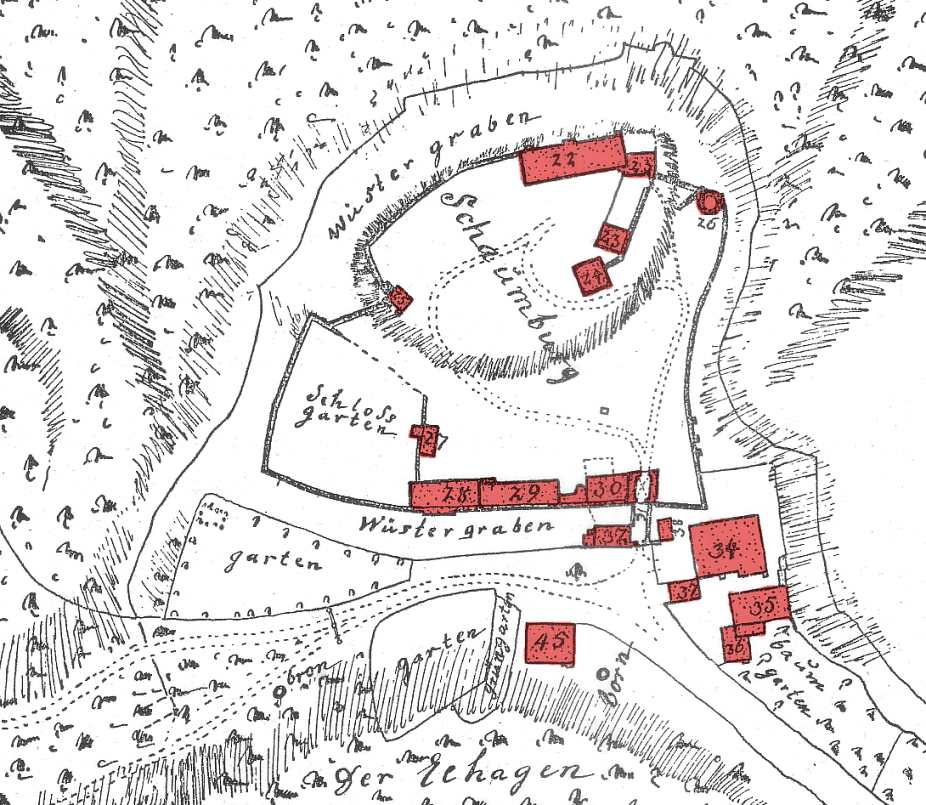
Karta över slottsområdet, 1736
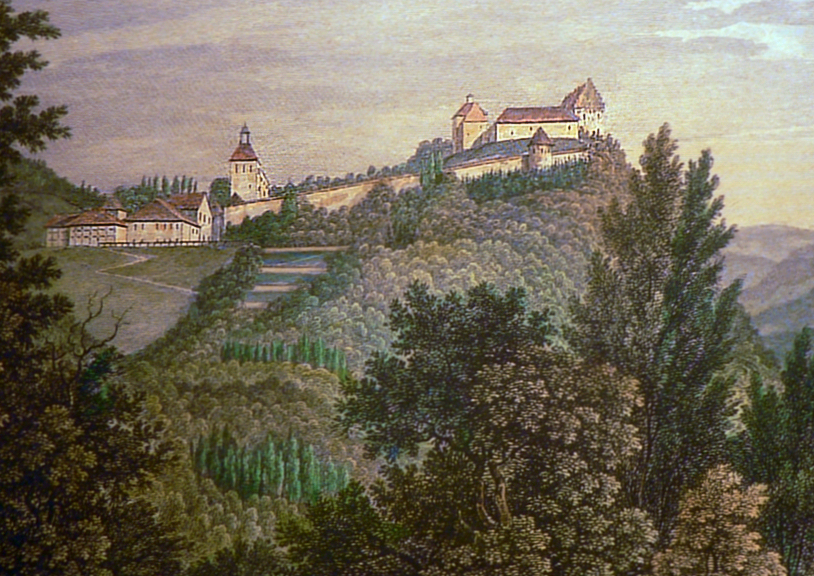
Utsikt med helt bevarad ringmur år 1800
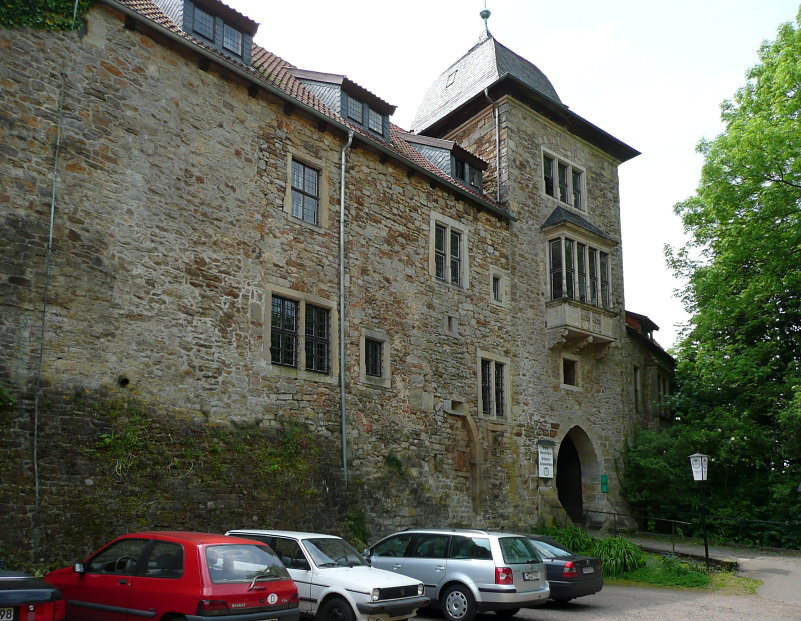
Porthus och porttorn, tidigare med vindbrygga, sett utifrån
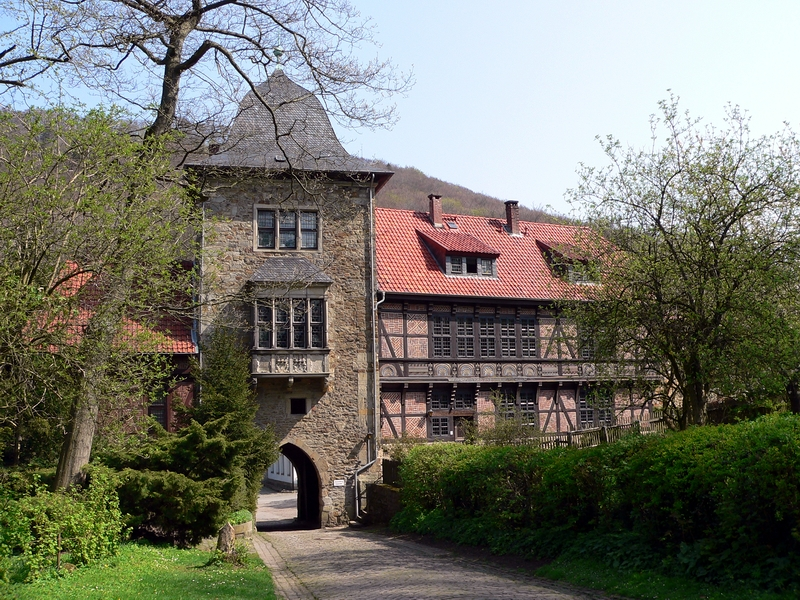
Porttorn och porthus, sett inifrån huvudborgen
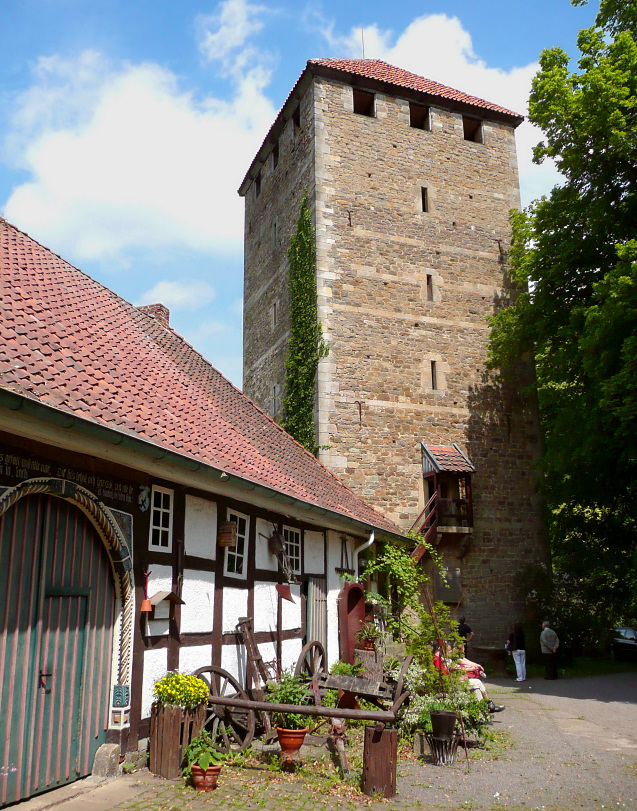
Befästning i det inre av huvudborgen
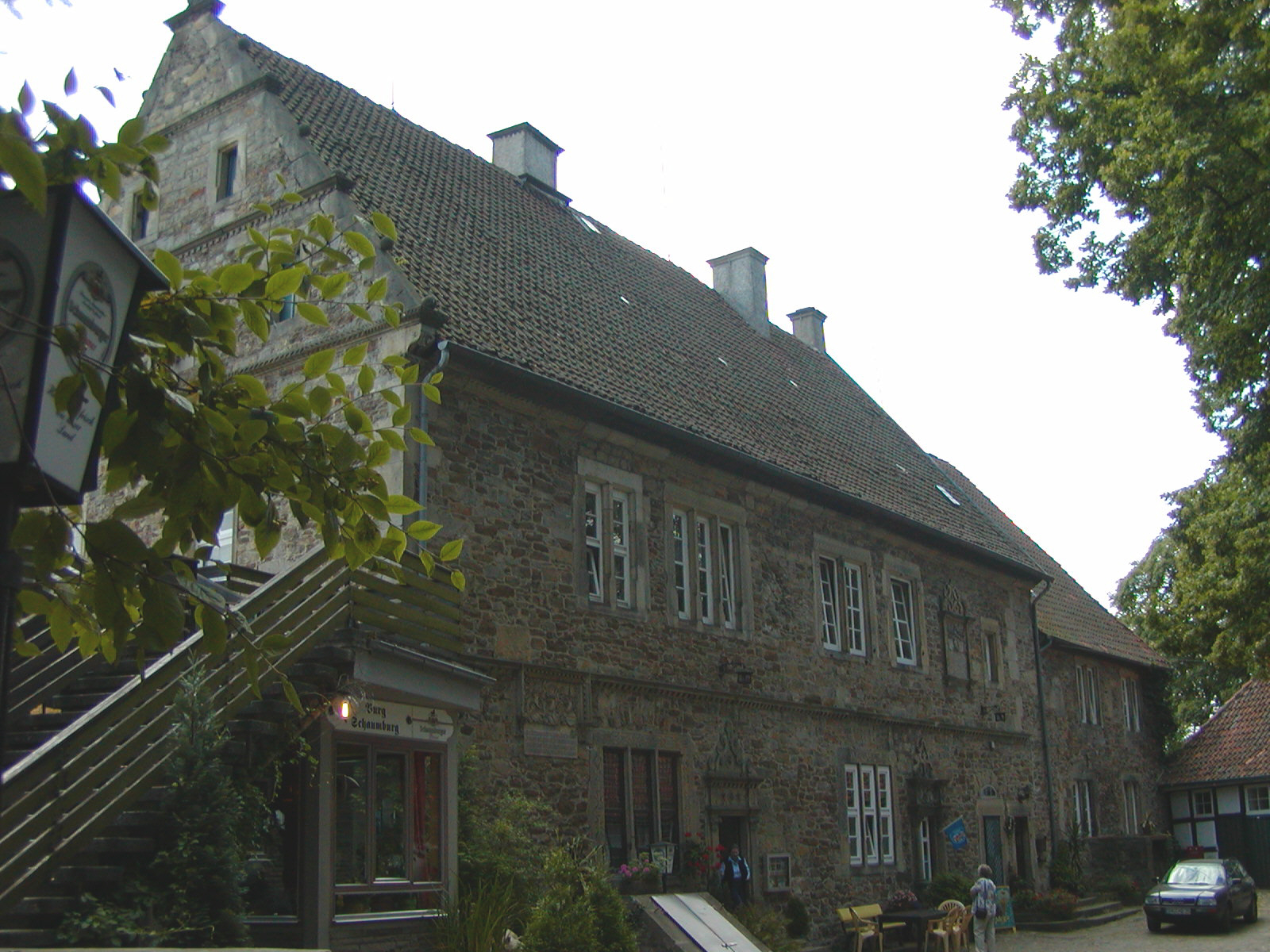
Herrehus på slottets innergård